# Nissan 240SX
Nissan 240SX – kompaktowy samochód sportowy przygotowany przez Nissana z myślą o rynku północnoamerykańskim w 1989. Zastąpił on w 1989 model 200SX (RWD). 240SX wyposażony był w czterocylindrowy silnik KA24E o pojemności 2,4 l, który napędzał koła tylne. Model doczekał się dwóch generacji, S13 (1989-1994) oraz S14 (1995-1998), obie oparte były na płycie podłogowej S. Samochód wykazuje podobieństwo do innych modeli opartych na tej samej platformie: Silvia, 180SX oraz 200SX.